# Kikkare (Kikkre), Sringeri
Kikkare (Kikkre) là một làng thuộc tehsil Sringeri, huyện Chikmagalur, bang Karnataka, Ấn Độ.